# Eyal Megged

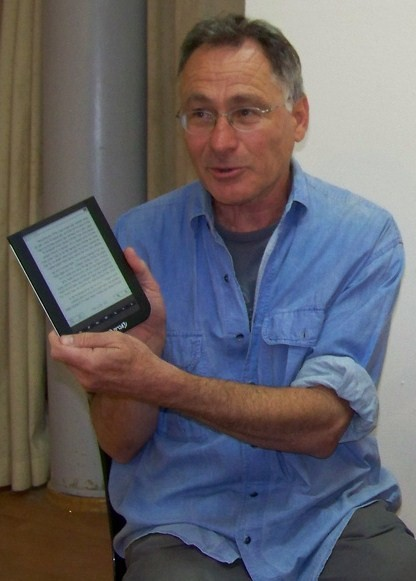
Eyal Megged, im Beit Bialik in Tel Aviv im Mai 2010

Eyal Megged (hebräisch אֱיָל מֶגֶד; * 29. August 1948 in New York) ist ein israelischer Schriftsteller, Journalist und Kolumnist.
Eyal Megged ist Sohn des Dramatikers und Publizisten Aharon Megged. Er wuchs in Tel Aviv auf, wo er Philosophie und Kunstgeschichte studierte. Er arbeitete als Redakteur für den Hörfunksender Kol Israel. Für israelische Tageszeitungen schreibt er Kolumnen über Themen aus Literatur, Kultur und Sport, darunter für Haʾaretz. Seit 1993 ist er mit der Schriftstellerin Zeruya Shalev verheiratet. Sein Roman Sansibar, einfach (hebräisch חסד נעורייך Chessed Neʿūrajich) erschien in deutscher Übersetzung von Mirjam Pressler 2005 bei Bloomsbury Berlin sowie 2006 im Berliner Taschenbuch-Verlag.

## Werke (Auswahl)
in deutscher Übersetzung
 Sansibar, einfach. Berlin 2005, ISBN 3-8270-0451-9
Unter den Lebenden. Berlin 2015, ISBN 978-3-8270-1242-5
in Hebräisch
Eden Park (poetry), Ekked, 1972 [Park ʿEden]
Edge (poetry), Sifrijjat Poʿalim, 1975 [Katzeh]
End of Memory (poetry), Massada, 1976 [Sof ha-Sikkaron]
Yards (poetry), Dvir, 1979 [Chatzerot]
Three Years (poetry), Sifrijjat Poʿalim, 1983 [Schalosch Schanim]
Under the Blue Carpet (poetry), Kinneret, 1985 [Mi-tachat la-Schatih ha-Kachol]
Esther’s Storm (poetry), Zmora Bitan, 1986 [Seʿarat Esther]
Back to Happiness (poetry), Ha-Kibbutz Ha-Meʾuchad, 1989 [Be-Chasarah la-Oscher]
Crappagh (poetry), Zmora Bitan, 1990

## Auszeichnungen
- Macmillan Prize (1993)
- Jediʿot Acharonot-Preis für seine Kurzgeschichte Cup Final
- Book Publishers Association’s Gold and Platinum Book Prizes für seine Novellen „Everlasting Life“ und „Saving Grace“ (1999, 2001)
- Prime Minister’s Prize (1990, 2005).